# Malter-Paulsdorf
Malter-Paulsdorf war eine Gemeinde im Landkreis Dippoldiswalde (heute Landkreis Sächsische Schweiz-Osterzgebirge). Sie entstand am 1. Januar 1974 aus dem Zusammenschluss der bis dahin selbstständigen Gemeinden Malter und Paulsdorf. Malter-Paulsdorf erstreckte sich somit über die Talsperre Malter hinweg. Im Jahr 1990 hatte die Gemeinde 569 Einwohner, 1991 wurde Malter-Paulsdorf wieder in die ursprünglichen Orte aufgeteilt. Fünf Jahre später schlossen sich die beiden Orte mit Seifersdorf unter dem Namen Malter zusammen. Diese Gemeinde wurde zum 1. Januar 2003 in die Stadt Dippoldiswalde eingegliedert.